# Ptiloxena atroviolacea
El totí o zanate cubano (Ptiloxena atroviolacea) es una especie de ave paseriforme de la familia Icteridae endémica de la isla de Cuba. Es la única especie del género Ptiloxena.

## Etimología
Ptiloxena se compone de las palabras griegas ptilon y xenos significan respectivamente «pluma extraña», y atroviolaceus en griego significa «negro y violáceo». «totí» y «choncholí» son nombres onomatopéyicos. 

## Distribución
Es un ave común en toda la isla de Cuba, en bosques, campos cultivados, y jardines de ciudades. Está presente en Isla de la Juventud, pero no en los grandes cayos de Cuba.

## Descripción
Mide unos 27 cm de largo, la hembra algo menor. Es completamente negro con brillos violáceos y verdosos, más brillante en los machos. El ave inmaduro es más opaco. Los ojos son de color castaño oscuro. El pico y las patas son negros. Suele confundirse con las hembras del Quiscalus niger, especie que tiene los ojos amarillentos. Aparece en bandadas pequeñas, a menudo asociados con Quiscalus niger. Suele caminar con pasos por las ramas o el suelo. Su alimentación es muy variable e incluye granos, frutos de palmas y otras frutas, insectos, reptiles pequeños, y hasta se dice que comen garrapatas del ganado. 

## Nido
Anida de marzo a julio de sobre las bases de hojas y racimos de las palmas, o sobre bromelias epifitas, construyendo su nido con raicillas, pajas, fibras, plumas y pelos. Pone tres o cuatro huevos blancos manchados con pintas grises y pardas en la parte más gruesa, y miden 2,9 por 1,9 cm.